# Евсеев, Вениамин Иринархович
Вениамин Иринархович Евсеев (25 февраля 1905 — 14 февраля 1957) — советский учёный-агроном, доктор сельскохозяйственных наук, профессор, лауреат Сталинской премии.

## Биография
Родился 25 февраля 1905 г. в Березове Тобольской губернии в семье рабочего типографии (по другим данным — уездного исправника).
Учился в Самарском сельскохозяйственном институте, с четвёртого курса перевёлся в Оренбургский институт крупного мясного скотоводства на факультет кормодобывания, который окончил в 1931 г.
Работал в Оренбургском (Чкаловском) НИИ молочного и мясного скотоводства (НИИММС), с мая 1950 по февраль 1957 года директор.
Доктор сельскохозяйственных наук (диссертация на тему «Пастбища юго-востока, система их использования и улучшения»), профессор. Лауреат Сталинской премии 1951 года — за научный труд «Пастбища Юго-Востока» (1949).
Делегат XX съезда КПСС.
Умер 14 февраля 1957 г. после непродолжительной тяжёлой болезни. Урна с прахом захоронена в колумбарии Донского кладбища.

## Сочинения
- Пастбища Юго-Востока [Текст] / В. И. Евсеев, д-р с.-х. наук. — 2-е изд., доп. — Чкалов : Кн. изд-во, 1954. — 340 с. : ил.; 23 см.
- Бонитировка и складирование сена [Текст]. — [Чкалов] : Чкал. обл. изд., 1939. — 128 с. : ил.; 14 см.